# Guido Libertini
Guido Libertini (Palermo, 27 giugno 1888 – Roma, 7 ottobre 1953) è stato un archeologo italiano.

## Biografia
Figlio del senatore Gesualdo Libertini e fratello di Salvatore, si laureò dapprima in giurisprudenza all'Università di Siena nel 1909, quindi in lettere  all'Università di Firenze nel 1914.
Dopo un periodo di insegnamento nelle scuole pubbliche subito dopo la laurea, nel 1922 conseguì la libera docenza in archeologia, quindi, l'anno dopo, ebbe subito l'incarico di insegnamento di archeologia all'Università di Catania, divenendo titolare di cattedra nel 1926, come ordinario di archeologia, fino alla morte prematura, nel 1953. Fu anche preside della Facoltà di Lettere e Filosofia dello stesso ateneo negli anni 1937-39 e 1944-47, nonché rettore dell'ateneo etneo nel triennio 1947-50. 
Dal 1º febbraio 1939 al 30 giugno 1941 fu anche direttore della Scuola Archeologica Italiana di Atene (SAIA), subentrando ad Alessandro Della Seta, rimosso a causa delle leggi razziali.
Fra i suoi allievi, Luigi Bernabò Brea, Antonino Di Vita, Giovanni Rizza.

## Attività
Come direttore della Scuola archeologica italiana di Atene, condusse importanti scavi nel Peloponneso e nell'isola di Lemno, quindi si dedicò soprattutto alla storia locale, in particolare delle provincie di Catania e Siracusa, e i relativi beni culturali, archeologici e artistici. Negli anni trenta, risolvendo una controversia tra la famiglia catanese Biscari, proprietaria di un importante museo settecentesco allestito dal principe Ignazio Paternò Castello, e il Comune di Catania, allestì, assieme a quanto proveniva dalle raccolte già in possesso dei monaci benedettini, il Museo Civico di Catania, del quale fu direttore, all'interno del Castello Ursino che si premurò a restaurare dopo avervi compiuto ricerche storiche ed archeologiche. Libertini fu altresì uno dei fautori dell'odierno Museo di archeologia dell'Università di Catania, grazie ai suoi contributi e donazioni.
Oltreché direttore della Scuola italiana archeologica di Atene, fu anche direttore del Museo civico di Catania, presidente della Società di Storia Patria per la Sicilia orientale, nonché presidente del Centro Studi di letteratura cristiana antica. Diresse pure alcune riviste scientifiche catanesi, fra cui Siculorum Gymnasium, Archivio Storico per la Sicilia Orientale, Rivista del Comune, Nuovo Didaskaleion.
Residente nel comune di Viagrande dal 1922 al 1952, fu anche un appassionato di musica lirica: nel 1935 fondò a Catania, nella sede del Castello Ursino, la Società catanese per la musica da camera e, nel 1947, la Società catanese amici della musica (Scam), poi trasferita nel Teatro Massimo di Catania dedicato al grande musicista Vincenzo Bellini.

## Pubblicazioni
Fra le principali pubblicazioni del Libertini:
- Le isole Eolie nell'antichità greca e romana. Ricerche storiche ed archeologiche, Firenze, R. Bemporad & F., 1921.
- Acireale: scoperte a casalotto, in Sicilia. Notizie degli scavi, Anno 1922.
- Di alcune recenti scoperte nella necropoli di S. Luigi a Caltagirone, in Monumenti antichi, Vol. 28, Anno 1922.
- Lingua ed epigrafia, in Rivista Indo-Greco-Italica, Anno 1923.
- Adolf Holm, Catania antica, traduzione di G. Libertini, Catania, Lib. Tirelli di F. Guaitolini, 1925
- Centuripe, Libreria Tirelli di F. Guaitolini, Catania, 1926.
- Il Museo archeologico di Siracusa, Ministero della pubblica istruzione. Direzione generale delle belle arti, Libreria dello Stato, Roma, 1929.
- I principali problemi intorno all'antico teatro di Catania, Tip. Crescenzio Galàtola, Catania, 1929.
- Il Museo Biscari, Bestetti e Tumminelli, Milano, 1930.
- Catania nell'età bizantina, in Archivio Storico per la Sicilia Orientale, Anno 1932.
- Goethe e Catania, in Catania, rivista del comune, marzo-aprile 1932.
- Storia della Sicilia: dai tempi più antichi ai nostri giorni (con Giuseppe Palladino), Tip. V. Muglia, Catania, 1933.
- Il teatro antico e la sua evoluzione, Edizioni Studio editoriale moderno, Catania, 1933.
- Grandiosa Pelike col Mito di Perseo, in Bollettino d'Arte del Ministero dell'Educazione Nazionale, giugno 1934.
- Aspetti della cultura catanese dell'Ottocento, Catania, rivista del comune, gennaio 1934.
- I restauri del castello Ursino: relazione della commissione preposta ai lavori, Tip. Zuccarello & Izzi, Catania, 1935.
- Romanità e avanzi romani in Sicilia, in Archivio storico per la Calabria e la Lucania, 1935.
- Il castello Ursino e le raccolte artistiche comunali di Catania, Tip. Zuccarello & Izzi, Catania, 1937.
- L'arte cristiana dal I al VII secolo D.C., un disegno storico, Casa del Libro, Catania, 1945.
- Avviamento allo studio della archeologia e della storia dell'arte antica, Editrice cooperativa edizioni APE, Catania, 1945.
- Lezioni sul rilievo nell'arte greca, Casa del Libro, Catania, 1945.
- Le decorazioni pittoriche del siculorum gymnasium, Università degli Studi di Catania, Catania, 1951.